# Josip Sobin
Josip Sobin (Spalato, 31 agosto 1989) è un cestista croato.

## Palmarès
- FIBA Europe Cup: 1

Włocławek: 2022-2023
- Campionato polacco: 3

Włocławek: 2017-18, 2018-19
Stal Ostrów: 2020-21
- Supercoppa polacca: 1

Włocławek: 2017
- Coppa di Polonia: 1

Legia Varsavia: 2024